# Nyyrikki
Nyyrikki es un espíritu o un dios de la mitología finlandesa del bosque, hijo de Tapio y Mielikki. Dios de la caza, se le asocia a la figura de Nemrod.